# Thomas de Barbarin
Pour les articles homonymes, voir Barbarin.
François-Emmanuel-Henry Thomas de Barbarin, né le 16 juillet 1821 à Paris et mort le 23 mars 1892 à Provins, est un peintre français.

## Biographie
Élève de Paul Delaroche et Ary Scheffer,  Barbarin entre à l’École des Beaux-Arts, le 8 avril 1841. Peintre de portraits et de scènes de genre, il commence à exposer au Salon de 1846, avec deux œuvres, puis sept à celui de l’année suivante et trois en 1850, continuant d’exposer jusqu’en 1878.
Père de Roger Thomas de Barbarin, et neveu de Charles Xavier Thomas de Colmar.